# Alexandar Varbanov
Alexandar Varbanov –en búlgaro, Александър Върбанов– (Novi Pazar, 9 de mayo de 1964) es un deportista búlgaro que compitió en halterofilia.
Participó en los Juegos Olímpicos de Seúl 1988, obteniendo una medalla de bronce en la categoría de 75 kg. Ganó cuatro medallas en el Campeonato Mundial de Halterofilia entre los años 1983 y 1987, y seis medallas en el Campeonato Europeo de Halterofilia entre los años 1983 y 1989.

## Palmarés internacional
| Juegos Olímpicos   | Juegos Olímpicos         | Juegos Olímpicos  | Juegos Olímpicos |
| Año                | Lugar                    | Medalla           | Categoría        |
| ------------------ | ------------------------ | ----------------- | ---------------- |
| 1988               | Seúl (Corea del Sur)     | Medalla de bronce | 75 kg            |
| Campeonato Mundial |                          |                   |                  |
| Año                | Lugar                    | Medalla           | Categoría        |
| 1983               | Moscú (URSS)             | Medalla de oro    | 75 kg            |
| 1985               | Södertälje (Suecia)      | Medalla de oro    | 75 kg            |
| 1986               | Sofía (Bulgaria)         | Medalla de oro    | 75 kg            |
| 1987               | Ostrava (Checoslovaquia) | Medalla de plata  | 75 kg            |
| Campeonato Europeo |                          |                   |                  |
| Año                | Lugar                    | Medalla           | Categoría        |
| 1983               | Moscú (URSS)             | Medalla de oro    | 75 kg            |
| 1984               | Vitoria (España)         | Medalla de plata  | 75 kg            |
| 1985               | Katowice (Polonia)       | Medalla de oro    | 75 kg            |
| 1986               | Karl-Marx-Stadt (RDA)    | Medalla de oro    | 75 kg            |
| 1987               | Reims (Francia)          | Medalla de oro    | 75 kg            |
| 1989               | Atenas (Grecia)          | Medalla de plata  | 75 kg            |